# بيتن شورت
بيتن شورت (بالإنجليزية: Peyton Short)‏ هو سياسي أمريكي، ولد في 17 ديسمبر 1761 في الولايات المتحدة، وتوفي في 1 سبتمبر 1825 في نفس البلد.